# Кайюсская война
Кайюсская война (англ. Cayuse War) — вооружённый конфликт между Соединёнными Штатами и индейцами-кайюсами, происходивший на Северо-Западе США. Война началась в 1847 году, когда эпидемия кори уничтожила большую часть кайюсов. Решив, что в смерти многих соплеменников виновен пресвитерианский миссионер Маркус Уитмен, индейцы напали на его миссию. В течение следующих нескольких лет ополченцы Орегона и американская армия вели войну с кайюсами. Этот вооружённый конфликт был первым между индейцами Плато и евроамериканцами. 
Война окончилась победой США в 1855 году. Кайюсы были вынуждены уступить большую часть свой традиционной территории и поселиться в резервации.